# Brivezac
Brivezac – miejscowość i dawna gmina we Francji, w regionie Nowa Akwitania, w departamencie Corrèze. W 2013 roku populacja ówczesnej gminy wynosiła 181 mieszkańców.
Dnia 1 stycznia 2019 roku połączono dwie wcześniejsze gminy: Beaulieu-sur-Dordogne oraz Brivezac. Siedzibą gminy została miejscowość Beaulieu-sur-Dordogne, a nowa gmina przyjęła jej nazwę.

## Populacja

Populacja Brivezac 1962–2008